# فارینگتون ویلیج (کارولینای شمالی)
فارینگتون ویلیج (به انگلیسی: Fearrington Village) شهری در ایالت کارولینای شمالی کشور ایالات متحده آمریکا است که جمعیت آن در سرشماری سال ۲۰۱۰ میلادی، ۲٬۳۳۹ نفر بوده‌است.